# Beyond Twilight
Beyond Twilight er et dansk/svensk progressiv metal-band.
De har spillet musik under navnet Twilight siden 1990, men skiftede navn til Beyond Twilight i 1999.

## Medlemmer
- Bjorn Jansson – Vokal
- Andres Exo Kragh – Lead Guitar
- Jacob Hansen – Rytmeguitar
- Finn Zierler – Keyboard
- Andres Devillian Lindgrén – Bas
- Tomas Fredén – Trommer

## Diskografi
- 2001: The Devil's Hall of Fame
- 2005: Section X
- 2006: For The Love Of Art And The Making